# Kecskés-patak
A Kecskés-patak a Cserhátban ered, Mátraverebély délkeleti határában, Nógrád vármegyében, mintegy 490 méteres tengerszint feletti magasságban. A patak forrásától kezdve déli irányban halad, majd Bátonyterenyénél éri el a Zagyvát.
A Kecskés-patak vízgazdálkodási szempontból a Zagyva Vízgyűjtő-tervezési alegység működési területét képezi.

## Part menti települések
- Mátraverebély
- Bátonyterenye